# Sobreira Formosa
Sobreira Formosa era una freguesia portuguesa del municipio de Proença-a-Nova, distrito de Castelo Branco.

## Geografía
Dista 11 km de la sede del concelho y 39 de la capital del distrito.

## Historia
Sobreira Formosa fue cabecera de un municipio propio al menos desde 1510 (fecha de la concesión de la carta foral por el rey D. Manuel) y hasta 1855.
Fue suprimida el 28 de enero de 2013, en aplicación de una resolución de la Asamblea de la República portuguesa promulgada el 16 de enero de 2013 al unirse con la freguesia de Alvito da Beira, formando la nueva freguesia de Sobreira Formosa e Alvito da Beira.

## Organización territorial
En el territorio de la freguesia existen hasta treinta núcleos de población, aldeas típicas caracterizadas por su arquitectura tradicional en pizarra, como las de Cunqueiros, Figueira, Maxiais, Oliveiras y Pedreira.

## Patrimonio
El principal atractivo turístico de la freguesia es la playa fluvial de Froia, en la ribera del mismo nombre. Destacan también el olmo monumental de la Plaza del Comercio, así como la iglesia matriz y el crucero.